# Altônia
Altônia là một đô thị thuộc bang Paraná, Brasil. Đô thị này có diện tích 661,558 km², dân số năm 2007 là 20638 người, mật độ 30,1 người/km².